# Chalais (Vienne)
Chalais – miejscowość i gmina we Francji, w regionie Nowa Akwitania, w departamencie Vienne.
Według danych na rok 1990 gminę zamieszkiwały 603 osoby, a gęstość zaludnienia wynosiła 41 osób/km² (wśród 1467 gmin regionu Poitou-Charentes Chalais plasuje się na 489. miejscu pod względem liczby ludności, natomiast pod względem powierzchni na miejscu 600.).